# Liste der Straßen und Plätze in Sommerach
Die Liste der Straßen und Plätze in Sommerach beschreibt das Straßensystem der unterfränkischen Gemeinde Sommerach im Landkreis Kitzingen. Aufgeführt werden alle benannten Straßen und Plätze ebenso, wie die überregionalen Straßen, sowie Rad- und Fernwanderwege.

## Überblick
Das Straßennetz im Sommeracher Altort bezeugt die historischen Verbindungen des Ortes. So verläuft die mittelalterliche Hauptstraße, lange Zeit Marktgasse genannt, von Nordheim kommend, in südöstlicher Richtung durch das Schwarzacher Tor in Richtung Münsterschwarzach, wo der Dorfherr über Sommerach, das Kloster Münsterschwarzach seinen Sitz hatte. Weitere wichtige Straßen verlaufen in Richtung Main bzw. nach Volkach, das seit dem 13. Jahrhundert die nächste Stadt und damit das Handelszentrum für die Umgegend darstellte.
Lange Zeit blieben die Sommeracher Straßen unbenannt und man verzichtete auf die Pflasterung der Straßen. Lediglich die Schotterung wurde vorgenommen. Seit dem ausgehenden 19. Jahrhundert begannen die Sommeracher auch Grundstücke außerhalb des Kernortes zu bebauen, vor allem entlang der Volkacher Straße entstanden ab 1875 Häuser. Die Zählung der Häuser wurde auf diese Aussiedlerhöfe ausgedehnt, der Altort hatte jahrhundertelang 178 Hausnummern umfasst.
Am 11. September 1933 beschloss der Gemeinderat, die Hauptstraße erstmals teeren zu lassen. Zwischen 1958 (Maintorstraße) und 1962 war die Teerung aller Sommeracher Straßen abgeschlossen. Zugleich expandierte der Ort nun auch in Richtung Gerlachshausen-Münsterschwarzach und um den Friedhof. Jedes Jahrzehnt des 20. Jahrhunderts brachte neue Baugebiete. Im Jahr 1974 war das Wegenetz des Ortes so umfassend geworden, dass man Straßennamen einführte. Im Nationalsozialismus hatte man bereits einige Straßen im Sinne der NS-Ideologie benannt, sie wurden 1945 zurückbenannt.
Die Ortsverbindungsstraßen zwischen Dimbach, Nordheim am Main und Volkach wurden nach und nach zu Kreisstraßen aufgewertet. Nach der Teerung 1966 erhielt die Straße Sommerach–Nordheim diese Aufwertung. Bis 1971 war die Straße Sommerach–Dimbach fertiggestellt. Der stark anwachsende Verkehr insbesondere zwischen Volkach und Kitzingen führte 1997 zum Bau einer Umgehungsstraße der Staatsstraße 2271. Die Straße wurde um die sogenannte Weininsel mit Sommerach herumgeführt. Bereits beim Bau des Kanals in den 1950er Jahren waren drei Brücken nach Sommerach gebaut worden.

## Liste der benannten Straßen und Plätze
Die Liste orientiert sich an der Sommeracher Ortschronik von Winfried Kraus aus dem Jahr 2007. Weitere Informationen, insbesondere zu den Baudenkmälern sind der Aufstellung von Chevalley entnommen. Die Liste führt die heutigen Namen der jeweiligen Straße alphabetisch auf. Kurz wird auf die Namensherkunft eingegangen, wobei auffällt, dass viele Straßen nach dem Haupterwerb der Sommeracher, dem Weinbau benannt sind. Anmerkungen verweisen auf historische Benennungen und Besonderheiten der Straßen.
| Name (Lage)                    | Namensherkunft                                                                 | Anmerkungen | Bild                |
| ------------------------------ | ------------------------------------------------------------------------------ | --- | ------------------- |
| Am Brücklein (Lage)            | Brücklein, kleine Brücke über den heute unterirdisch geführten Bach            | |                     |
| Am Leitersberg (Lage)          | Leitersberg, Berg östlich von Sommerach (211 m ü. NHN)                         | |                     |
| Am Neuerb (Lage)               | Neuerb, Flurname                                                               | |                     |
| Am Paradeis (Lage)             | Paradeis, wohl Flurname                                                        | |                     |
| Am Rothenbühl (Lage)           | Rothenbühl, wohl Flurname                                                      | |                     |
| Am Schwarzacher Tor (Lage)     | Schwarzacher Tor, Tor im Südosten von Sommerach                                | Baudenkmal: Sommeracher Ortsbefestigung |                     |
| Am See (Lage)                  | See, stehendes Gewässer, Baggersee im Südwesten von Sommerach                  | |                     |
| An der Dorfmauer (Lage)        | Dorfmauer, Ortsbefestigung, südwestlicher Abschnitt der Dorfmauer              | Teil des Ensembles Ortskern Sommerach, Baudenkmal: Sommeracher Ortsbefestigung                                                                                              |                     |
| An der Steig (Lage)            | Am Steig, Flurname, Anstieg zum Engelsberg                                     | |                     |
| Bacchusstraße (Lage)           | Bacchus, römischer Gott des Weines, Rebsorte                                   | |                     |
| Bayernstraße (Lage)            | Bayern, deutsches Bundesland                                                   | |                     |
| Dorfgraben (Lage)              | Dorfgraben, Teil der Ortsbefestigung                                           | Teil des Ensembles Ortskern Sommerach, Baudenkmal: Sommeracher Ortsbefestigung                                                                                              | Dorfgraben          |
| Fasanenweg (Lage)              | Fasan, Vogelart in der Ordnung der Hühnervögel                                 | |                     |
| Frankenstraße (Lage)           | Franken, Region in Deutschland                                                 | |                     |
| Gartenstraße (Lage)            | Garten, Weg bei den sogenannten Grabengärten im ehemaligen Dorfgraben          | |                     |
| Häckergasse (Lage)             | Häcker, fränkische Bezeichnung für Winzer                                      | 1933 bis 1945 Ritter-von-Epp-Straße, Teil des Ensemble Ortskern Sommerach                                                                                                   |                     |
| Hauptstraße (Lage)             | Hauptstraße, Straße mit wichtigen Funktionen in der Ortsmitte                  | Früher Marktgasse, 1933 bis 1945 von Hindenburgstraße, Teil des Ensemble Ortskern Sommerach, Baudenkmäler: u. a. Gasthof zum Schwan, Zehnthof, Vierröhrenbrunnen            | Hauptstraße         |
| Jägergasse (Lage)              | Jäger, Person, die Wild erlegt                                                 | früher Linsengasse, Teil des Ensemble Ortskern Sommerach |                     |
| Kirchplatz (Lage)              | Kirche, christlicher Sakralbau                                                 | Teil des Ensemble Ortskern Sommerach, Baudenkmäler: u. a. Rathaus, St. Eucharius                                                                                            | Kirchplatz          |
| Lindenallee (Lage)             | Lindenallee, Baumreihe entlang der Straße in Richtung Main                     | Alter Verbindungsweg zur aufgelösten Mainfähre Sommerach | Lindenallee         |
| Maintorstraße (Lage)           | Maintor, Tor in der Sommeracher Ortsbefestigung                                | Früher Konditorsgasse oder Schlossergasse, 1933 bis 1945 Adolf-Hitler-Straße, Teil des Ensembles Ortskern Sommerach, Baudenkmäler: u. a. Maintor                            | Maintorstraße       |
| Nordheimer Straße (Lage)       | Nordheim am Main, Gemeinde im Landkreis Kitzingen                              | 1933 bis 1945 Von-Hindenburg-Straße, Teil-Ensemble Ortskern Sommerach (östlicher Abschnitt), Baudenkmäler: u. a. Villa Sommerach, Sitz Winzer Sommerach                     |                     |
| Raiffeisenstraße (Lage)        | Friedrich Wilhelm Raiffeisen (1818–1888), deutscher Genossenschaftsgründer     | |                     |
| Professor-Pickel-Straße (Lage) | Johann Georg Pickel (1751–1838), Professor für Medizin, Chemie und Pharmazie   | Bis 1987 Gartenweg |                     |
| Sankt-Urban-Weg (Lage)         | Urban I. († 230), Papst und Heiliger, Patron des Weines und der Winzer         | Bis 1987 Friedhofsweg |                     |
| Sankt-Valentin-Straße (Lage)   | Valentin von Terni († 269), Märtyrer und Heiliger, Ortspatron von Sommerach    | |                     |
| Schwarzacher Straße (Lage)     | Schwarzach am Main, Gemeinde im Landkreis Kitzingen, genauer Münsterschwarzach | Baudenkmäler: Schwarzacher Tor, Sommeracher Ortsbefestigung | Schwarzacher Straße |
| Sonnenstraße (Lage)            | Sonne, Stern im Zentrum des Sonnensystems, Anlehnung an den Namen Sommerach    | |                     |
| Traubenstraße (Lage)           | Weintraube, Frucht der Weinrebe                                                | |                     |
| Turmstraße (Lage)              | Turm, vertikal ausgerichtetes Bauwerk, Turm in Ortsbefestigung                 | Früher Judengasse, 1933 bis 1945 Schlageterstraße, Teil des Ensembles Ortskern Sommerach, Baudenkmäler: u. a. Sommeracher Ortsbefestigung, vgl. Jüdische Gemeinde Sommerach |                     |
| Untere Maintorgasse (Lage)     | Maintor, Tor in der Sommeracher Ortsbefestigung                                | Früher Teufelstorgasse (unterer Teil), Teil des Ensemble Ortskern Sommerach, Baudenkmäler: u. a. Milchling-Haus                                                             |                     |
| Volkacher Straße (Lage)        | Volkach, Gemeinde im Landkreis Kitzingen                                       | Baudenkmal: Ölbergbildstock, Überrest Volkacher Tor |                     |
| Weinstraße (Lage)              | Wein, alkoholisches Getränk aus den vergorenen Beeren der Weinrebe             | |                     |
| Winzerstraße (Lage)            | Winzer, Beruf, mit dem Weinbau verbunden                                       | Früher Köhlersgasse oder Kirchengasse, 1933 bis 1945 Horst-Wessel-Straße, Teil des Ensembles Ortskern Sommerach, Baudenkmäler: u. a. Gutshof                                | Winzerstraße        |
| Zum Engelsberg (Lage)          | Sommeracher Engelsberg, Weinlage in Sommerach                                  | Baudenkmal: Friedhofskapelle, Graue Marter |                     |
| Zum Katzenkopf (Lage)          | Sommeracher Katzenkopf, Weinlage in Sommerach                                  | |                     |
| Zum Rosenberg (Lage)           | Sommeracher Rosenberg, Weinlage in Sommerach                                   | |                     |

## Überregionale Straßen, Flur-, Rad- und Wanderwege
Um Sommerach existieren mehrere unbenannte Flur- bzw. Weinbergswege. Sie haben innerhalb der Bevölkerung eigene Benennungen, die auf historische Flur- oder Weinlagenamen verweisen. Besonders bekannt ist der sogenannte Mittelweg in der Lage Sommeracher Katzenkopf, wo die Marter am Berg zu finden ist. Eine besondere Benennung hat auch die sogenannte Mainschleifenallee, die aus der alten Ortsverbindungsstraße Sommerach-Volkach hervorgegangen ist und heute als Rad- bzw. Wanderweg genutzt wird. Weitere überregionale Straßen, Rad- und Wanderwege in der Gemarkung von Sommerach sind:
- Staatsstraße 2271 – Staatsstraße zwischen Martinsheim und Schweinfurt, auf Sommeracher Gebiet verläuft sie auf der östlichen Seite des Mainkanals zwischen der Waldabteilung Ried und dem Kanal (Einmündung KT 57).
- Kreisstraße KT 29 – Kreisstraße zwischen Gerlachshausen und Nordheim, auf Sommeracher Gebiet verläuft sie als Schwarzacher Straße, Hauptstraße (durch den Altort), Nordheimer Straße und weiter zwischen der Weinlage Katzenkopf und dem Main.
- Kreisstraße KT 57 – Kreisstraße zwischen Volkach-Dimbach und Sommerach, auf Sommeracher Gebiet verläuft sie über die Brücke am Ried vorbei an der Viersäulenmarter, wird dann Volkacher Straße genannt und endet im Altort.
- Fränkischer Marienweg – Der Fränkische Marienweg wurde vom Würzburger Pfarrer Josef Treutlein als Fernwanderweg zu besonderen Orten der Marienverehrung in Unterfranken seit 2002 etabliert. Sommerach liegt an der Route 3 in Richtung Steigerwald an der Strecke zwischen Maria im Weingarten, Volkach und St. Maria de Rosario, Dimbach